# Сен-Жакю-дю-Мене
Сен-Жакю́-дю-Мене́ (фр. Saint-Jacut-du-Mené, брет. Sant-Yagu-ar-Menez) — коммуна во Франции, находится в регионе Бретань. Департамент — Кот-д’Армор. Входит в состав кантона Коллине. Округ коммуны — Динан.
Код INSEE коммуны — 22303.

## География

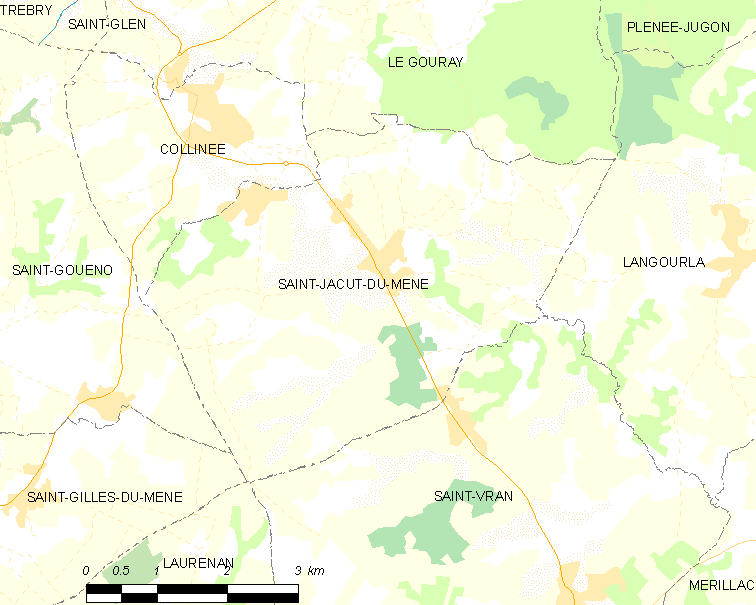
Карта коммуны

Коммуна расположена приблизительно в 370 км к западу от Парижа, в 65 км западнее Ренна, в 33 км к юго-востоку от Сен-Бриё.

## Население
Население коммуны на 2008 год составляло 726 человек.
| 1962 | 1968 | 1975 | 1982 | 1990 | 1999 | 2008 |
| ---- | ---- | ---- | ---- | ---- | ---- | ---- |
| 746  | 725  | 712  | 677  | 666  | 716  | 726  |

## Экономика
В 2007 году среди 426 человек в трудоспособном возрасте (15—64 лет) 330 были экономически активными, 96 — неактивными (показатель активности — 77,5 %, в 1999 году было 69,3 %). Из 330 активных работали 308 человек (169 мужчин и 139 женщин), безработных было 22 (9 мужчин и 13 женщин). Среди 96 неактивных 37 человек были учениками или студентами, 41 — пенсионерами, 18 были неактивными по другим причинам.

## Достопримечательности
- Замок Парк (XIV век). Исторический памятник с 1949 года[3]